# Diskit
Diskit est un village du tehsil de Nubra (vallée de la Noubra), dans le District de Leh, dans le territoire du Ladakh, au nord de l'Inde.
Il est notamment connue pour le Diskit gompa ou monastère Diskit, de l'école Gélug du bouddhisme vajrayana.